# 岩手駐屯地
岩手駐屯地（いわてちゅうとんち、JGSDF Camp Iwate）は、岩手県滝沢市後268-433に所在し、東北方面特科連隊等が駐屯する陸上自衛隊の駐屯地である。

## 概要
岩手県唯一の駐屯地。駐屯地司令は、東北方面特科連隊長が兼務。
最寄の演習場は、岩手山演習場。「陸上自衛隊岩手山演習場における訓練予定について」が滝沢市役所から自衛隊情報として提供されている。

## 沿革
陸上自衛隊岩手駐屯地
- 1957年（昭和32年）
  - 8月1日：陸上自衛隊岩手駐屯地が開設[2]。
  - 8月15日：第9特科連隊が郡山駐屯地から移駐。
- 1958年（昭和33年）12月2日：第309地区施設隊が八戸駐屯地から移駐。
- 1960年（昭和35年）1月14日：第372重無線隊から第372基地通信隊に改編。
- 1970年（昭和45年）3月31日：第9戦車大隊および第9対戦車隊が八戸駐屯地から移駐。
- 1973年（昭和48年）3月27日：

1. 第9特科連隊第6大隊改編（L-90装備）。
2. 第9対戦車隊改編。
3. 第372警務隊が第109地区警務隊岩手派遣隊に改編。

- 1975年（昭和50年）3月26日：第372基地通信隊から第305基地通信中隊岩手派遣隊に改編。
- 1986年（昭和61年）3月25日：第9特科連隊第5大隊改編（FH-70装備）、第9特科連隊に情報中隊を新編。
- 1988年（昭和63年）3月25日：第9特科連隊第6大隊改編（短SAM装備）。
- 1989年（平成元年）3月24日：第309地区施設隊を廃止し第346施設中隊を新編。
- 1990年（平成02年）3月26日：

1. 第9特科連隊第6大隊が独立し、第9高射特科大隊を新編。
2. 第9戦車大隊改編（4個小隊編成）。

- 1999年（平成11年）3月29日：第9対戦車隊が八戸駐屯地へ移駐。
- 2001年（平成13年）3月：自衛隊岩手地方連絡部岩手地域援護センターを新設。
- 2006年（平成18年）3月27日：第105施設直接支援大隊第1直接支援中隊岩手派遣隊、東北方面輸送隊第105輸送業務隊第1端末地業務班を新設。
- 2008年（平成20年）３月：第109地区警務隊岩手派遣隊から第123地区警務隊岩手派遣隊へ改編。
- 2010年（平成22年）3月25日：

1. 第10施設群の機能別中隊改編により、第346施設中隊を廃止し第387施設中隊を新編。
2. 第9特科連隊第5大隊を廃止し3個大隊編成に改編。
3. 第9後方支援連隊第2整備大隊を新編。高射直接支援隊（第9高射特科大隊を支援）、戦車直接支援隊（第9戦車大隊を支援）を配置。
4. 第9高射特科大隊を改編。
5. 第9戦車大隊を改編（3個戦車中隊編成）。

- 2015年（平成27年）3月26日：東北方面会計隊の改編により第389会計隊を廃止し、第384会計隊岩手派遣隊を設置。
- 2018年（平成30年）3月27日：東北方面輸送隊第105輸送業務隊第1端末地業務班を廃止し、陸上自衛隊中央輸送隊第2方面分遣隊第1端末地業務班に改編。
- 2019年（令和元年） 8月01日：第9特科連隊第1特科大隊第1射撃中隊を廃止。女性初の駐屯地司令・戦闘職の連隊長として横田紀子1等陸佐が着任[3]。
- 2020年（令和02年）3月26日：

1. 第9特科連隊が廃止となり、東北方面特科連隊を新編。連隊長を岩手駐屯地司令職に兼補[4]。
2. 第305特科直接支援中隊（東北方面特科連隊を支援）を新編。

- 2021年（令和03年）3月18日：第384会計隊岩手派遣隊を第389会計隊に改編[5]。
- 2023年（令和05年）8月：第9戦車大隊に16式機動戦闘車を導入。入魂式を挙行[6]。
- 2024年（令和06年）3月21日：第9戦車大隊を廃止し、第9偵察隊（弘前駐屯地）と統合し第9偵察戦闘大隊へ改編[7]。

## 駐屯部隊

### 東北方面隊隷下部隊
- 東北方面特科連隊[8]
  - 東北方面特科連隊本部
  - 本部中隊
  - 第2特科大隊
  - 第4特科大隊
  - 岩手自動車教習所（連隊本部管轄）
- 第6師団
  - 第9偵察戦闘大隊
  - 第9高射特科大隊
  - 第9後方支援連隊
    - 第2整備大隊
      - 第2整備大隊本部付隊
      - 高射直接支援隊：第9高射特科大隊を支援
      - 偵察戦闘直接支援隊：第9偵察戦闘大隊を支援
- 第2施設団
  - 第10施設群
    - 第387施設中隊
- 東北方面後方支援隊
  - 第105施設直接支援大隊
    - 第1直接支援中隊
      - 岩手派遣隊：第387施設中隊を支援

  - 第305特科直接支援中隊
    - 中隊本部
    - 第2直接支援小隊：東北方面特科連隊第2特科大隊を支援
    - 第4直接支援小隊：東北方面特科連隊第4特科大隊を支援
- 東北方面会計隊
  - 第389会計隊
- 東北方面システム通信群
  - 第103基地システム通信大隊
    - 第305基地通信中隊
      - 岩手派遣隊
- 岩手駐屯地業務隊

### 防衛大臣直轄部隊
- 警務隊
  - 東北方面警務隊
    - 第123地区警務隊
      - 岩手派遣隊
- 陸上自衛隊中央輸送隊
  - 第2方面分遣隊
    - 第1端末地業務班

### 共同の機関
- 自衛隊岩手地方協力本部
  - 岩手地域援護センター

## 駐屯していた部隊
- 第309地区施設隊：1958年（昭和33年）12月2日（新編）から1989年（平成元年）3月23日の間（部隊廃止、第346施設中隊に改編）。
- 第9対戦車隊：1970年（昭和45年）3月31日（八戸駐屯地から移駐）から1999年（平成11年）3月29日の間（八戸駐屯地へ移駐）。
- 第346施設中隊：1989年（平成元年）3月24日（新編）から2010年（平成22年）3月24日の間（部隊廃止、第387施設中隊に改編）。
- 東北方面輸送隊第105輸送業務隊第1端末地業務班：2006年（平成18年）3月27日（新編）から2018年（平成30年）3月26日の間（部隊廃止、陸上自衛隊中央輸送隊第2方面分遣隊第1端末地業務班に改編）。
- 第9特科連隊：1957年（昭和32年）8月15日（郡山駐屯地から移駐）から2020年（令和2年）3月25日の間（部隊廃止、東北方面特科連隊に改編）。
- 第384会計隊岩手派遣隊：2015年（平成27年）3月26日から2021年（令和03年）3月17日の間。第389会計隊を再編[5]。
- 第9戦車大隊：1970年（昭和45年）3月31日から2024年（令和6年）3月20日の間（部隊廃止、第9偵察戦闘大隊に改編）。

## 最寄の幹線交通
- 高速道路：東北自動車道滝沢IC、西根IC
- 一般道：国道282号、国道4号、岩手県道16号盛岡環状線、岩手県道219号網張温泉線、岩手県道278号鵜飼安達巣子線、岩手県道301号渋民田頭線
- 鉄道：IGRいわて銀河鉄道いわて銀河鉄道線 滝沢駅
- バス：岩手県北バス　盛岡バスセンター - 八幡平方面　
  - 「自衛隊正門前」バス停が最寄り。過去には滝沢駅方面（岩手県北バス）、松園・青山・滝沢市役所方面（岩手県交通）へも路線があり、一部便は構内に乗り入れを行っていたが、現在は乗り入れていない。
- 港湾：久慈港、宮古港、釜石港、大船渡港（重要港湾）
- 飛行場：花巻空港（第三種空港）

## 重要施設
- 久慈国家石油備蓄基地
  - 2004年（平成16年）1月現在：備蓄施設容量約175万kl中約167万klを備蓄）（久慈市）